# 子安神社 (紀宝町)
子安神社（こやすじんじゃ）は、三重県南牟婁郡紀宝町神内にある神社であり、神内神社（こうのうちじんじゃ）とも呼ばれている。
大小多数の水触洞窟をもった粗面岩の岩窟（がんくつ）を神体とする神社で、神殿は無い。樹叢は三重県の天然記念物に指定されている。杉や檜・欅などが生い茂り、神秘的な雰囲気がある。その名の通り、安産祈願で有名。

## 祭神
- 天照大神
- 天忍穂耳尊
- 瓊瓊杵尊
- 彦火火出見尊
- 鵜草葺不合尊